# Wladimir Nikolajewitsch Beresnew
Wladimir Nikolajewitsch Beresnew (russisch Владимир Николаевич Береснев; * 3. Januar 1977) ist ein russischer Biathlet.
Wladimir Beresnew wurde bei den Biathlon-Europameisterschaften 2002 in Kontiolahti 45. des Einzels, 21. des Sprints und 28. der Verfolgung. Beim IBU-Grand-Prix in Chanty-Mansijsk wurde er in dem Jahr Vierter des Massenstarts und Fünfter des Verfolgungsrennens. Besonders erfolgreich wurde die Saison 2002/03. Im Europacup wurde er in Windischgarsten bei einem Verfolgungsrennen hinter Holger Schönthier und Alexander Os Dritter, wenig später in Obertilliach in einem Sprint hinter Alexei Solowjow und vor Jewgeni Trebuschenko Zweiter. In Ridnaungewann er vor Holger Schönthier und Tor Halvor Bjørnstad ein Sprintrennen. In der Gesamtwertung der Saison wurde er 18. Nach der Saison 2005/06 kam er zu keinen internationalen Einsätzen mehr.